# Коноспермум
Conospermum род растений включающий около 50 видов. Род входит в семейство Протейные. Представители данного рода являются эндемиками Австралии. Английское тривиальное название растений этого рода «smokebushes» дымящие кустарники связано с тем, что издалека соцветия голубых или серых цветков напоминают клубы дыма. Для представителей данного рода характерен необычный способ опыления, который иногда приводит к гибели посещающих цветок насекомых. Встречаются во всех австралийских штатах, хотя наибольшее разнообразие характерно для Западной Австралии. Коноспермумы редко культивируются. Хотя цветы нескольких западноавстралийских видов собираются и используются в флористике.

## Описание
Растения рода Conospermum обычно кустарники или небольшие деревьея высотой от 0,3 метра (1,0 фута) до 4 метра (10 фута). Листья обычно простые, линейные или яйцевидные, край листа без зубов. Цветки обоеполые, расположены в головках или колосках из нескольких или многих цветков. Лепестки белые, розовые, голубые, серые или кремовые. Плод — небольшой орешек, обычно с бахромой из волосков в основании.

## Таксономия и названия
Формально впервые род был описан английским ботаником Джеймсом Эдвардом Смитом в 1798. Первое описание было опубликовано в материалах Лондонского Линнеевского общества. Название рода (Conospermum) образовано от древнегреческих слов κῶνος (kônos) «шишка, конус» и σπέρμα (spérma) «семя», таким образом название отсылает к конической форме семени. Представители рода известны среди жителей региона под названием «smokebushes» (дымящие кусты). Традиционное название происходит от того, что соцветия благодаря своей белой, серой окраски напоминают — дым, поднимающийся над растением. В качестве типового вида рода рассматривается коноспермум длиннолистный (C. longifolium), хотя Смит не описал этот вид до 1806. Австралийские ботаники Лоури Джонсон (Lawrie Johnson) и Барбара Бриггс (Barbara Briggs) в своей монографии 1975 года («On the Proteaceae: the evolution and classification of a southern family») поместили род Conospermum в субтрибу Conosperminae наряду с родом Synaphea. Молекулярно-генетические данные подтверждают, два рода являются филогенетически близкими.

## Распространение и места обитания
Виды рода Conospermum встречаются в материковой части Австралии. Большинство видов встречается на юго-западе Западной Австралии, но 6 видов встречается в новом Южном Уэльсе и один в Тасмании

## Экология
Члены этого рода имеют цветки, которые опыляются насекомыми. Во время раскрытия цветка столбик пестика сжат. Когда насекомое приземляется на цветок, столбик быстро дергается, с одной стороны цветка на другую, одновременно собирая пыльцу и обмазывая клейким секретом насекомое. Зрелые пыльники при этом раскрываются и насекомое покрытое липким секретом покрывается пыльцой. Сила удара такова, что столбик может убить маленьких муравьев и мух. Некоторые пчелы из рода Leioproctus (L. conospermi, L. pappus и L. tomentosus) питаются исключительно нектаром и пыльцой одного или двух видов Conospermum. При этом для некоторых из них характерна покровительственная окраска (белые глаза, молочно-цветные крылья, тело с белыми волосками).

## Использование в сельском хозяйстве
Хотя представители данного рода не выращивается, некоторые из них особенно виды из Западной Австралии курят обладают значительными декоративными качествами. Западные виды трудно культивировать, а восточный не имеют высокого садоводческого потенциала.
Четыре вида — C. crassinervium, C. incurvum, C. stoechadis, C. triplinervium — используются при создании флористических композиций из срезанных цветов. Срезанные растения обычно собирают в дикой природе, поскольку культивировать их сложно, хотя имеется некоторая информации о выращивании 6 представителей рода в коммерческих масштабах.

## Виды
Род включает 53 вида:
- Conospermum acerosum Lindl.
- Conospermum amoenum Meisn.
- Conospermum boreale E.M.Benn.
- Conospermum brachyphyllum Lindl.
- Conospermum bracteosum Meisn.
- Conospermum brownii Meisn.
- Conospermum burgessiorum L.A.S.Johnson & McGill.
- Conospermum caeruleum R.Br.
- Conospermum canaliculatum Meisn.
- Conospermum capitatum R.Br.
- Conospermum cinereum E.M.Benn.
- Conospermum coerulescens F.Muell.
- Conospermum crassinervium Meisn.
- Conospermum croniniae Diels ex Diels & E.Pritz.
- Conospermum densiflorum Lindl.
- Conospermum distichum R.Br.
- Conospermum eatoniae Pritz. ex Diels & Pritz.
- Conospermum ellipticum Sm.
- Conospermum ephedroides Kippist ex Meisn.
- Conospermum ericifolium Sm.
- Conospermum filifolium Meisn.
- Conospermum flexuosum R.Br.
- Conospermum floribundum Benth.
- Conospermum galeatum E.M.Benn.
- Conospermum glumaceum Lindl.
- Conospermum hookeri (Meisn.) E.M.Benn.
- Conospermum huegelii R.Br. ex Endl.
- Conospermum incurvum Lindl.
- Conospermum leianthum (Benth.) Diels
- Conospermum longifolium Sm.
- Conospermum microflorum E.M.Benn.
- Conospermum mitchellii Meisn.
- Conospermum multispicatum E.M.Benn.
- Conospermum nervosum Meisn.
- Conospermum paniculatum E.M.Benn.
- Conospermum patens Schltdl.
- Conospermum petiolare R.Br.
- Conospermum polycephalum Meisn.
- Conospermum quadripetalum E.M.Benn.
- Conospermum scaposum Benth.
- Conospermum sigmoideum E.M.Benn.
- Conospermum spectabile E.M.Benn.
- Conospermum sphacelatum Hook.
- Conospermum stoechadis Endl.
- Conospermum taxifolium C.F.Gaertn.
- Conospermum tenuifolium R.Br.
- Conospermum teretifolium R.Br.
- Conospermum toddii F.Muell.
- Conospermum triplinervium R.Br.
- Conospermum undulatum Lindl.
- Conospermum unilaterale E.M.Benn.
- Conospermum wycherleyi E.M.Benn.